# Percy Sledge

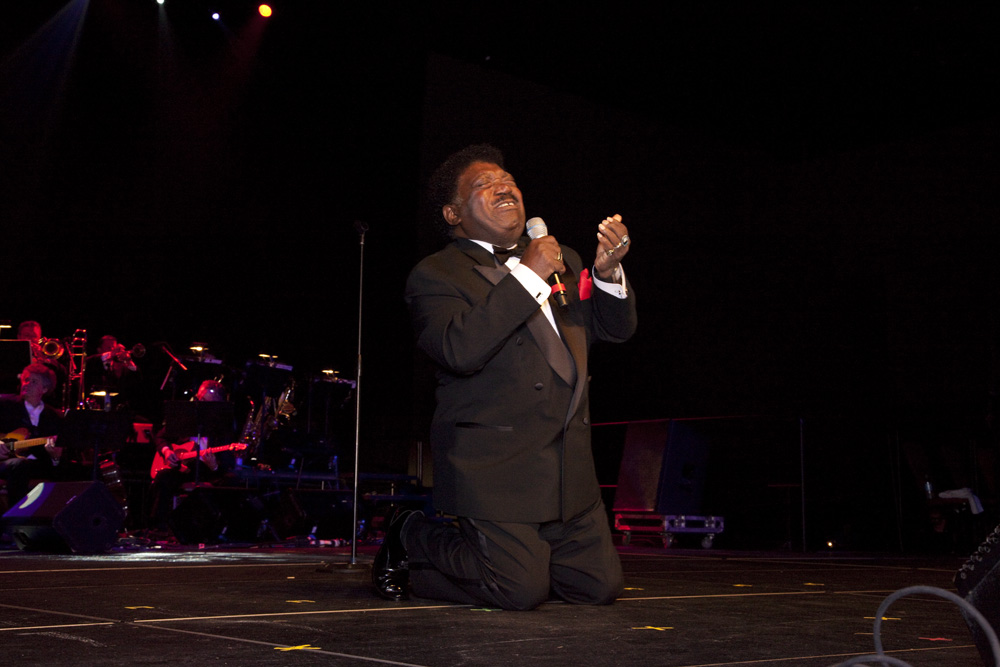
Percy Sledge in der Alabama Music Hall of Fame

Percy Tyrone Sledge (* 25. November 1940 in Leighton, Alabama; † 14. April 2015 in Baton Rouge, Louisiana) war ein US-amerikanischer Rhythm-and-Blues- und Soul-Sänger. International bekannt wurde er mit dem Song When a Man Loves a Woman im Jahr 1966.

## Karriere
Percy Sledge arbeitete in seiner Jugend auf den Feldern von Leighton, später dann als Pflegehelfer im Colbert County Hospital (heute: Helen Keller-Hospital) in Sheffield. Wiege seiner musikalischen Karriere war eine Leightoner Baptistenkirche, die Galilee Missionary Baptist Church. Außerdem war er Mitglied der Jimmy Hughes’s gospel group.
Der Sänger feierte vor allem in der zweiten Hälfte der 1960er Jahre Erfolge mit gefühlvollen Liebesballaden zwischen Country und Soul, die er mit nasaler Intonation vortrug.
Mitte der 1960er war er an den Wochenenden mit seiner Gruppe Esquires Combo im Südosten der USA unterwegs und arbeitete die Woche über im Krankenhaus. Ein früherer Patient stellte Sledge einem Freund, dem Musikproduzenten Quin Ivy, vor, der Sledge nach einer Probeaufnahme einen Schallplattenvertrag bei Atlantic Records verschaffte. Sledges sanfte, eindringliche Stimme eignete sich perfekt für eine Serie von Soulballaden, die von Ivy und Marlin Greene produziert wurden und die Rockkritiker Dave Marsh einmal „gefühlvolle Klassiker für Romantiker jeden Alters“ nannte.
When a Man Loves a Woman war seine erste Aufnahme, und sie wurde 1966 nicht nur ein internationaler Hit (US Platz 1, UK Platz 4, Bundesrepublik Deutschland Platz 13), sondern auch die erste Goldene Schallplatte für Atlantic Records. Diese bedeutende Soulhymne war der Grundstein für Percy Sledges Karriere, und Titel wie Warm and Tender Love, Take Time to Know Her und Cover Me festigten seinen Ruhm. My Special Prayer war in den USA nur ein kleiner Hit, in den Niederlanden hingegen kletterte das Lied 1969 auf Platz eins.
In den 1970er Jahren hatte Sledge Erfolge mit Titeln wie I’ll Be Your Everything und Sunshine und erntete internationalen Ruhm, besonders in den Niederlanden, Deutschland und auf dem afrikanischen Kontinent. Ende der 1980er Jahre wurde Sledges Klassiker When a Man Loves a Woman aufgrund der Verwendung in einem Jeans-Werbespot erneut ein Hitparadenerfolg und kam im Vereinigten Königreich bis auf Platz 2, in Deutschland auf Rang 13 der Single-Charts. Im Jahr 2005 wurde Percy Sledge in die Rock and Roll Hall of Fame aufgenommen. Sein Song When A Man Loves A Woman wird von der Rock and Roll Hall of Fame in der Liste der „Songs that Shaped Rock and Roll“ aufgeführt.
Sledge starb am 14. April 2015 im Alter von 74 Jahren in seinem Haus in Baton Rouge, Louisiana, an Leberkrebs.
Er war zweimal verheiratet und hatte zwölf Kinder.

## Diskografie (Auswahl)

### Studioalben
| Jahr | Titel                    | Höchstplatzierung, Gesamtwochen, AuszeichnungChartplatzierungen (Jahr, Titel, Platzierungen, Wochen, Auszeichnungen, Anmerkungen) | Höchstplatzierung, Gesamtwochen, AuszeichnungChartplatzierungen (Jahr, Titel, Platzierungen, Wochen, Auszeichnungen, Anmerkungen) | Höchstplatzierung, Gesamtwochen, AuszeichnungChartplatzierungen (Jahr, Titel, Platzierungen, Wochen, Auszeichnungen, Anmerkungen) | Anmerkungen |
| Jahr | Titel                    | AT | US | R&B | Anmerkungen |
| ---- | ------------------------ | --- | --- | --- | ----------- |
| 1966 | When a Man Loves a Woman | — | US37 (21 Wo.)US | R&B2 (12 Wo.)R&B |             |
| 1966 | Warm & Tender Soul       | — | US136 (3 Wo.)US | R&B9 (17 Wo.)R&B |             |
| 1967 | The Percy Sledge Way     | — | US178 (3 Wo.)US | — |             |
| 1968 | Take Time to Know Her    | — | US148 (6 Wo.)US | R&B27 (10 Wo.)R&B |             |
| 1974 | I’ll Be Your Everything  | — | — | R&B48 (6 Wo.)R&B |             |
| 1981 | When a Man Loves a Woman | AT6 (6 Wo.)AT | — | — |             |

grau schraffiert: keine Chartdaten aus diesem Jahr verfügbar

### Kompilationen
| Jahr | Titel                                              | Höchstplatzierung, Gesamtwochen, AuszeichnungChartplatzierungen (Jahr, Titel, Platzierungen, Wochen, Auszeichnungen, Anmerkungen) | Höchstplatzierung, Gesamtwochen, AuszeichnungChartplatzierungen (Jahr, Titel, Platzierungen, Wochen, Auszeichnungen, Anmerkungen) | Höchstplatzierung, Gesamtwochen, AuszeichnungChartplatzierungen (Jahr, Titel, Platzierungen, Wochen, Auszeichnungen, Anmerkungen) | Anmerkungen |
| Jahr | Titel                                              | UK | US | R&B | Anmerkungen |
| ---- | -------------------------------------------------- | --- | --- | --- | ----------- |
| 1969 | The Best of Percy Sledge                           | — | US133 (11 Wo.)US | R&B27 (10 Wo.)R&B |             |
| 1987 | When a Man Loves a Woman (The Ultimate Collection) | UK36 (4 Wo.)UK | — | — |             |
| 2011 | Percy Sledge                                       | — | — | R&B62 (7 Wo.)R&B |             |

Weitere Kompilationen
- 1973: Star Collection (DE: ×2Doppelgold [14])

### Singles
| Jahr | Titel Album                                                   | Höchstplatzierung, Gesamtwochen, AuszeichnungChartplatzierungen (Jahr, Titel, Album, Platzierungen, Wochen, Auszeichnungen, Anmerkungen) | Höchstplatzierung, Gesamtwochen, AuszeichnungChartplatzierungen (Jahr, Titel, Album, Platzierungen, Wochen, Auszeichnungen, Anmerkungen) | Höchstplatzierung, Gesamtwochen, AuszeichnungChartplatzierungen (Jahr, Titel, Album, Platzierungen, Wochen, Auszeichnungen, Anmerkungen) | Höchstplatzierung, Gesamtwochen, AuszeichnungChartplatzierungen (Jahr, Titel, Album, Platzierungen, Wochen, Auszeichnungen, Anmerkungen) | Höchstplatzierung, Gesamtwochen, AuszeichnungChartplatzierungen (Jahr, Titel, Album, Platzierungen, Wochen, Auszeichnungen, Anmerkungen) | Anmerkungen                                           |
| Jahr | Titel Album                                                   | DE | CH | UK | US | R&B | Anmerkungen                                           |
| ---- | ------------------------------------------------------------- | --- | --- | --- | --- | --- | ----------------------------------------------------- |
| 1966 | When a Man Loves a Woman                                      | DE13 (13 Wo.)DE | CH21 (6 Wo.)CH | UK4 Gold · (17 Wo.)UK | US1 Gold · (13 Wo.)US | R&B1 (16 Wo.)R&B | Erstveröffentlichung: März 1966 Verkäufe: + 1.250.000 |
| 1966 | Warm and Tender Love Warm & Tender Soul                       | — | — | UK34 (7 Wo.)UK | US17 (9 Wo.)US | R&B5 (11 Wo.)R&B | Erstveröffentlichung: Juni 1966                       |
| 1966 | It Tears Me Up Warm & Tender Soul                             | — | — | — | US20 (11 Wo.)US | R&B7 (13 Wo.)R&B | Erstveröffentlichung: September 1966                  |
| 1967 | Baby, Help Me Take Time to Know Her                           | — | — | — | US87 (5 Wo.)US | R&B44 (2 Wo.)R&B | Erstveröffentlichung: Februar 1967                    |
| 1967 | Out of Left Field Take Time to Know Her                       | — | — | — | US59 (7 Wo.)US | R&B25 (10 Wo.)R&B | Erstveröffentlichung: April 1967                      |
| 1967 | What Am I Living for? The Percy Sledge Way                    | — | — | — | US91 (2 Wo.)US | — |                                                       |
| 1967 | Love Me Tender Warm & Tender Soul                             | — | — | — | US40 (6 Wo.)US | R&B35 (7 Wo.)R&B | Erstveröffentlichung: Juni 1967                       |
| 1967 | Just Out of Reach (Of My Two Empty Arms) The Percy Sledge Way | — | — | — | US66 (4 Wo.)US | — | Erstveröffentlichung: August 1967                     |
| 1967 | Cover Me Take Time to Know Her                                | — | — | — | US42 (8 Wo.)US | R&B39 (3 Wo.)R&B | Erstveröffentlichung: Oktober 1967                    |
| 1968 | Take Time to Know Her                                         | — | — | — | US11 (14 Wo.)US | R&B6 (12 Wo.)R&B | Erstveröffentlichung: März 1968                       |
| 1968 | Sudden Stop Take Time to Know Her                             | — | — | — | US63 (5 Wo.)US | R&B41 (4 Wo.)R&B | Erstveröffentlichung: Juli 1968                       |
| 1968 | My Special Prayer                                             | — | — | — | US93 (4 Wo.)US | R&B44 (3 Wo.)R&B | Erstveröffentlichung: Dezember 1968                   |
| 1969 | Any Day Now My Special Prayer                                 | — | — | — | US86 (4 Wo.)US | R&B35 (4 Wo.)R&B | Erstveröffentlichung: März 1969                       |
| 1973 | Sunshine –                                                    | — | — | — | — | R&B89 (3 Wo.)R&B |                                                       |
| 1974 | I’ll Be Your Everything                                       | — | — | — | US62 (6 Wo.)US | R&B15 (12 Wo.)R&B |                                                       |
| 1987 | When a Man Loves a Woman –                                    | — | — | UK2 (10 Wo.)UK | — | — |                                                       |

grau schraffiert: keine Chartdaten aus diesem Jahr verfügbar